# Maying, Wangcang
Maying (kinesiska: 麻英) är en sockenhuvudort i Kina. Den ligger i provinsen Sichuan, i den sydvästra delen av landet, omkring 270 kilometer nordost om provinshuvudstaden Chengdu. Antalet invånare är 3 948. Befolkningen består av 1 974 kvinnor och 1 974 män. Barn under 15 år utgör 19,0 %, vuxna 15-64 år 67 %, och äldre över 65 år 12,0 %.
Runt Maying är det ganska tätbefolkat, med 172 invånare per kvadratkilometer. Närmaste större samhälle är Jiachuan, 15,3 km sydost om Maying. I omgivningarna runt Maying växer i huvudsak blandskog.
Genomsnittlig årsnederbörd är 1 312 millimeter. Den regnigaste månaden är juli, med i genomsnitt 346 mm nederbörd, och den torraste är december, med 2 mm nederbörd.